# Vaesit
A vaesit a szulfidásványok közé tartozó ásvány. Kémiailag nikkel(II)-szulfid, köbös rendszerben kristályosodik fejlett köbös kristályokban vagy szemcsés tömegekben fordul elő. Johannes Vaes belga geológusról nevezték el aki a Kongói Köztársaság akkori Katanga tartományában lévő ércbányákban különítette el. Nagy hasonlósága miatt a piritel téveszthető, de annál sötétebb és összetételében  a vasat nikkel helyettesíti. Fontos nikkelérc.
Kémiai összetétele:
- Nikkel (Ni) = 47,8%
- Kén (S) = 52,2%

## Keletkezése
Más ércásványokkal együtt hidrotermásan keletkezik, teléres kifejlődésű telepekben.
Hasonló ásványok: pirit, szfalerit, kalkopirit.

## Előfordulásai
Németország területén Freiberg és Aachen közelében. Olaszország Toscana tartományában. Jelentős előfordulások vannak Marokkóban a Bon Azzer bányaterületen. Telléres kifejlődései jellemzőek a Kongói Köztársaság Shaba bányavidékén. Az Egyesült Államok Missuri szövetségi államában ismertek előfordulásai.
Kísérő ásványok: pirit, kalkopirit, szfalerit, galenit, kvarc és kalcit.
Ásványtani jelentősége van a Mecsek hegység déli előterében található szulfidásványok övében. Bakonya térségében a pirites megjelenés nikkel tartalmú, többször észlelhető a pirit helyett a fémek közül csak nikkelt tartalmazó vaesit. Kővágószőlős határában az ércesedést tartalmazó homokkő  szulfidásványokban is gazdag, melyek között elkülönítettek vaesit kristályokat is.